# Jakobinenstraße (metrostation)
Jakobinenstraße is een metrostation in de wijk Stadtpark / Stadtgrenze van de Duitse stad Fürth. Het station werd geopend op 20 maart 1982 en wordt bediend door lijn U1 van de metro van Neurenberg.